# Bohumín (nádraží)
Bohumín je železniční stanice na adrese Adama Mickiewicze 67 ve stejnojmenném městě. Zastavují zde dálkové spoje do Polska či na Slovenska a regionální vlaky.

## Historie
První vlak vjel od Moravské Ostravy do Bohumína v 1. května 1847 z dostavěného úseku c. k. Severní dráhy císaře Ferdinanda (SDCF) Lipník–Bohumín. Bohumínské nádraží bylo postaveno mimo původní město Bohumín (Starý Bohumím) v bažinatém terénu na pozemcích, které prodala SDCF hraběnka Roudnická. Proti původní stavbě na farských pozemcích se ostře postavil bohumínský farář Josef Plasuň. V době výstavby měla stanice jednu dopravní kolej a několik kolejí skladištních, dílenskou a tři pro ostatní provoz. Stanice byla obehnána plotem a vlaky vjížděly do stanice velkými vraty. V roce 1848 byl na nádraží zřízen poštovní úřad a v roce 1849 zavedeno telegrafní spojení. Vlaková pošta mezi Vídní a Bohumínem byla zavedena v roce 1850. V roce 1855 byla stanice rozšířená o tři budovy.
V roce 1848 bylo uvedeno do provozu spojení s Pruskem (nynější Bohumín–Chałupki). První vlak vyjel 1. září, dojel k řece Odře, kde cestující vystoupili, byli přepraveni pomocí pramic na druhý břeh, kde nastoupili do připraveného vlaku a pokračovali v jízdě. Železniční most přes řeku Odru byl otevřen 3. září 1849. V roce 1866 byl zničen pruskými vojáky, obnoven byl v roce 1867.
V roce 1867 byla zahájena výstavba Košicko-bohumínské dráhy (KBD), která měla vlastní koncovou stanici s výpravní budovou a výtopnou. Společně s SDCF používala kolejiště pro nákladní přepravu. Později obě společnosti se dohodly na společném využívání výpravní budovy SDCF.

## Výpravní budova
Původní zděnou stavbu se dvěma kolmými čtyřosými křídly s přízemním traktem a přístřeškem podél drážní strany navrhl inženýr Karl Hummel a byla dostavěna v roce 1847. Přestavbu v letech 1868–1870 navrhl architekt Theodor Hoffman, při níž byly střechy kolmých křídel upraveny na sedlové. V letech 1901–1904 byla výpravní budova prodloužena k severní straně. Symetrická stavba zahrnovala ve střední části (původně severní křídlo) prostorný reprezentativní vestibul. Fasádu navrhl architekt Eduard Kramer v kombinaci původních prvků se secesními. Rekonstrukce, která proběhla v letech 1994–1995 uvedla výpravnu zpět do období roku 1904. Další opravy proběhly v roce 2013, v období 2017–2018 byla vyměněna střecha, vstupní dveře a provedena výmalba vestibulu. Na tyto opravy navazuje další v období 2020–2021 (výměna oken, dveří, oprava fasády, rekonstrukce vytápění, nový mobiliář, nová WC atd.) v hodnotě 63 miliónů korun.
Výpravní budova byla prohlášena kulturní památkou České republiky.

## Vodárny
Problémy s nedostatkem vody, která se dovážela v sudech, byl řešen v roce 1847. První vodárnu navrhl Karl Hummel. Byla to střední patrová stavba s vodárnou ve střední ose a po stranách s lokomotivní a vozovou remízou. V symetrických přízemních bočních křídlech byly místnosti pro topiče, strojvůdce. V roce 1872 byl postaven vodovod ze Záblatí, další vodovod vedl od roku 1894 ze Skřečoně a další tlakový vodovod z roku 1913 přiváděl vodu z řeky Odry. V roce 1905 byl postaven železobetonový vodojem společností KBD v depu Bohumín. Válcová nádrž je v betonovém plášti, který je zdoben obloučkovou atikou v horním okraji. Válcovitý dřík má po obvodě vystupující pilíře. Unikátní vodojem v areálu lokomotivního depa byl postaven na přelomu třicátých a čtyřicátých let 20. století. Zásobníky vody byly umístěné v nejvyšším patře sedmipatrové administrativní budovy depa.

## Bydlení
Pro zabezpečení kvalifikované pracovní síly a její dosažitelnost byly budovány společností SDCF komplexy budov a kasárna. Nejstarší typový dům (No 85) je č. p. 135 z roku 1870, dvoupatrový omítaný dům s postranními rizality. Dvoupatrový služební dům z režného zdiva na půdoryse tvaru písmene T (typový projekt No 160) se dochoval v Bohumíně č. p. 384 a jeho zrcadlové zdvojení jsou domy č. p. 297 a 239 při ulici Nádražní.

## Tratě
Železniční stanicí Bohumín prochází železniční tratě:　
- Přerov–Bohumín
- Bohumín–Čadca
- Kandřín-Kozlí - Bohumín

## Vlakové trasy

### Mezinárodní linky
Stanice Bohumín je mezinárodním dopravním uzlem, vede odtud mnoho přímých denních i nočních linek do zahraničí. Mezinárodní přímé linky provozují České dráhy a Leo Express. Tyto spoje zastavují také v některých menších městech po trati.
- Polsko – Gdyně, Hel, Katovice, Kandřín-Kozlí, Krakov, Kolobřeh, Varšava, Přemyšl, Vratislav,  Opolí, Pszczyna, Rybnik,  Řešov, Vladislav, Sosnovec
- Slovensko – Bratislava, Čadca, Žilina, Poprad, Košice, Prešov, Ružomberok, Humenné, Liptovský Mikuláš, Michalovce, Trebišov
- Rakousko – Vídeň, Štýrský Hradec, Linec, Salcburk
- Maďarsko – Budapešť
- Německo – Mnichov

### Vnitrostátní linky
Ve stanici zastavuje množství vnitrostátních linek (pro většinu z nich jde o výchozí nebo konečnou stanici), které propojují Bohumín s velkými českým městy jako např. Plzeň, Pardubice, Brno, Olomouc či Ostrava, Praha, Karlovy Vary a dalšími. Pro vnitrostátní dopravu nádraží využívají vlaky dopravců České dráhy, RegioJet, LEO Express aj.

## Požár v budově řízení provozu
10. února 2016 došlo ve večerních hodinách k požáru v technických prostorách pro řízení provozu – konkrétně v objektu hlavního stavědla, v hale pro opravu kolejových vozidel a v prostoru chráničky elektrorozvodů. V celé stanici tak nebylo možné ovládat jakoukoliv výhybku či návěstidlo a ochromeno bylo i několik přejezdů v Bohumíně a také v Dolní Lutyni, na kterých nefungovalo zabezpečovací zařízení. Tato situace také způsobila nemalé komplikace společnostem České dráhy (ty nemohly využívat prostory svého druhého největšího depa) a LEO Express. První vlaky začaly projíždět stanicí 16. února 2016 v noci na úterý a během dne i mezinárodní spoje mezi Varšavou a Vídní a v plném rozsahu 17. února. V dubnu 2016 bylo spuštěno provizorní elektronické staniční zabezpečovací zařízení ESA 11, které bylo umístěno v kontejnerech, stejně jako pracoviště výpravčích.
Předpokládaná cena oprav byla 386 miliónů korun, ta se vyšplhala až do výše 513 miliónů (včetně DPH). Opravy provedlo sdružení firem AŽD Praha a Elektrizace železnic Praha. Nově bylo v období 2017–2020 instalováno zabezpečovací zařízení ESA 44 ovládané z CDP Přerov. Ústřední stavědlo, které fungovalo od roku 2005, přestalo sloužit. V Bohumíně je pouze pracoviště pohotovostního výpravčího.

## Galerie

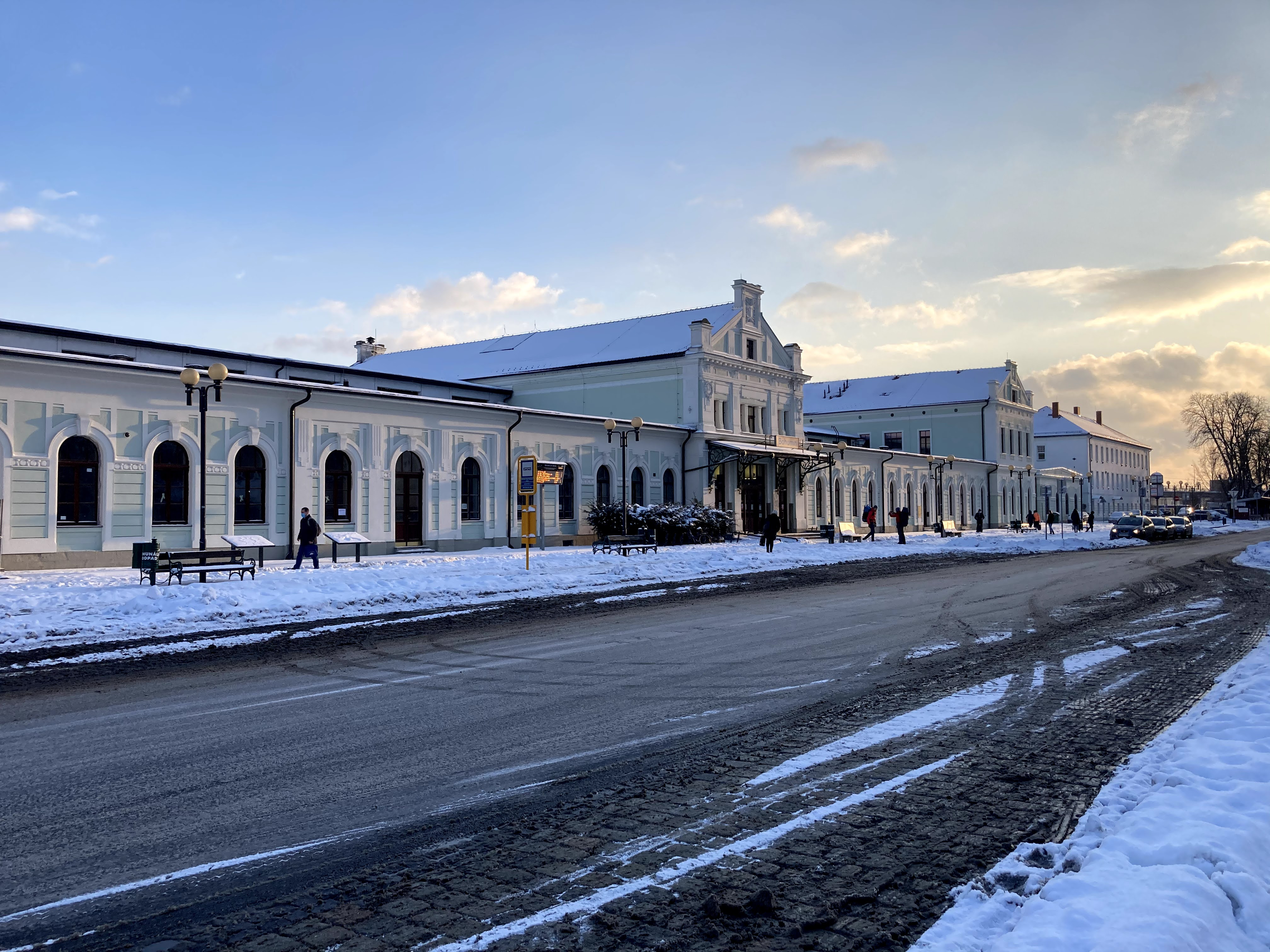
Výpravní budova
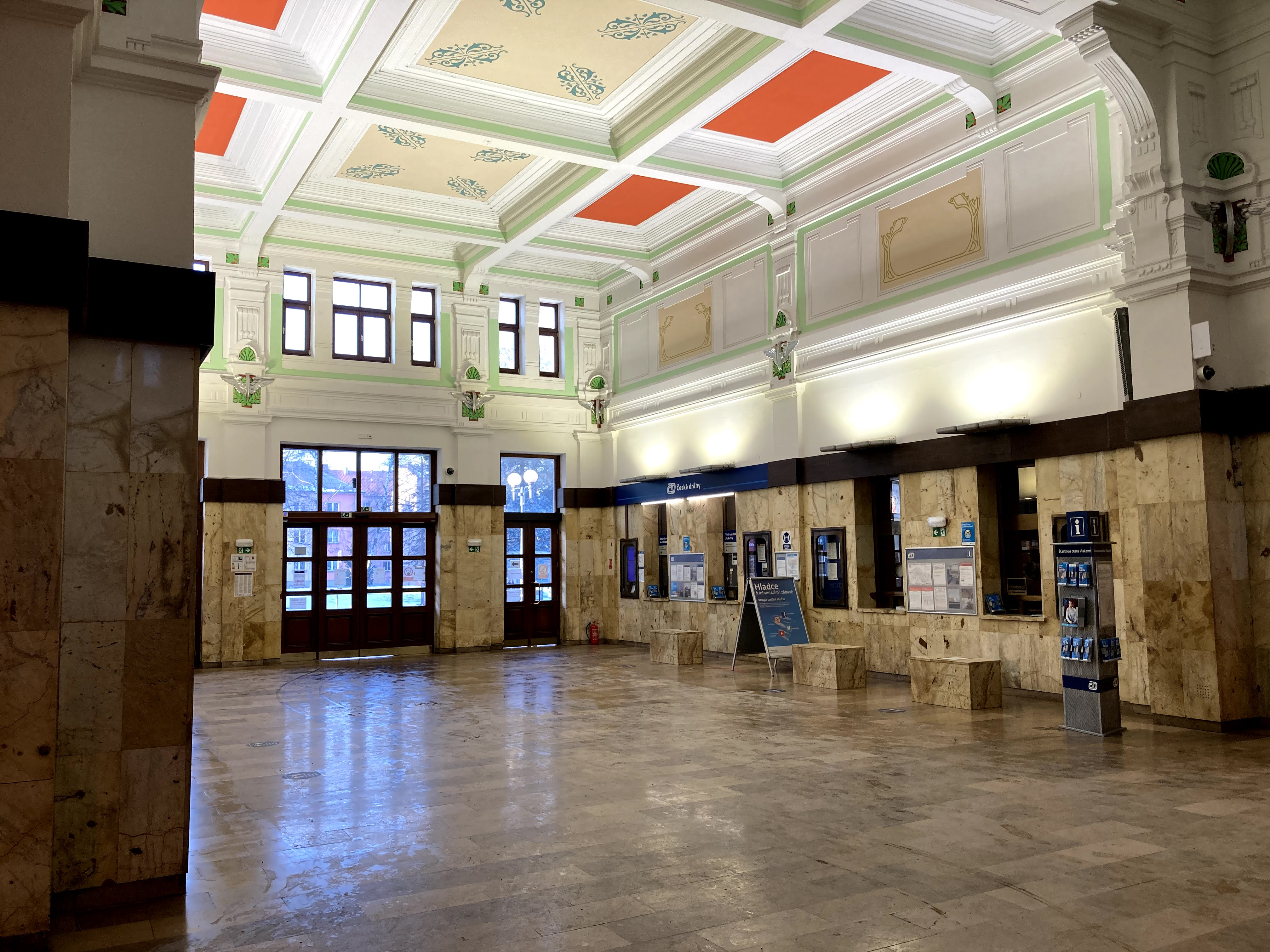
Interiér
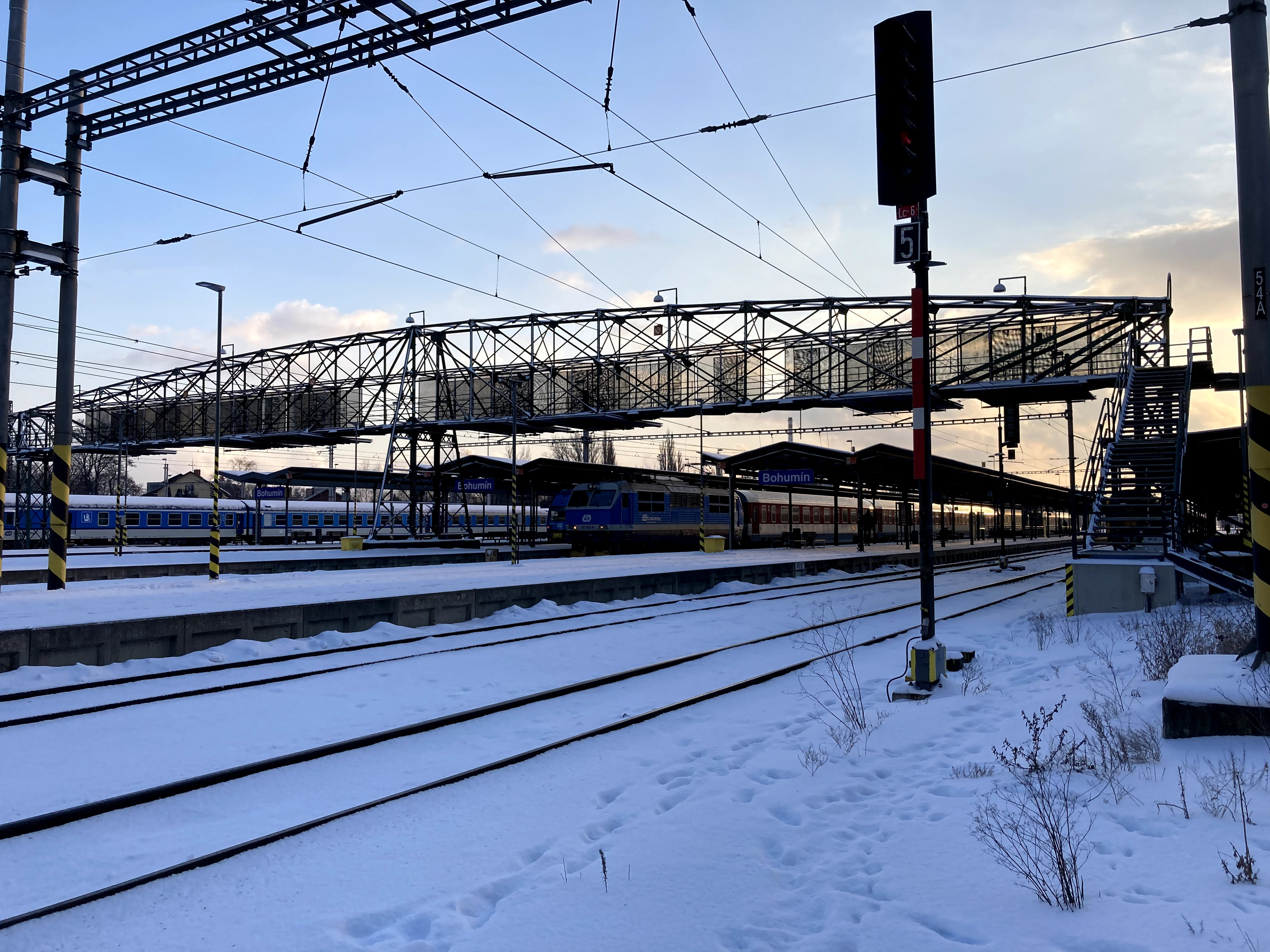
Lávka pro pěší
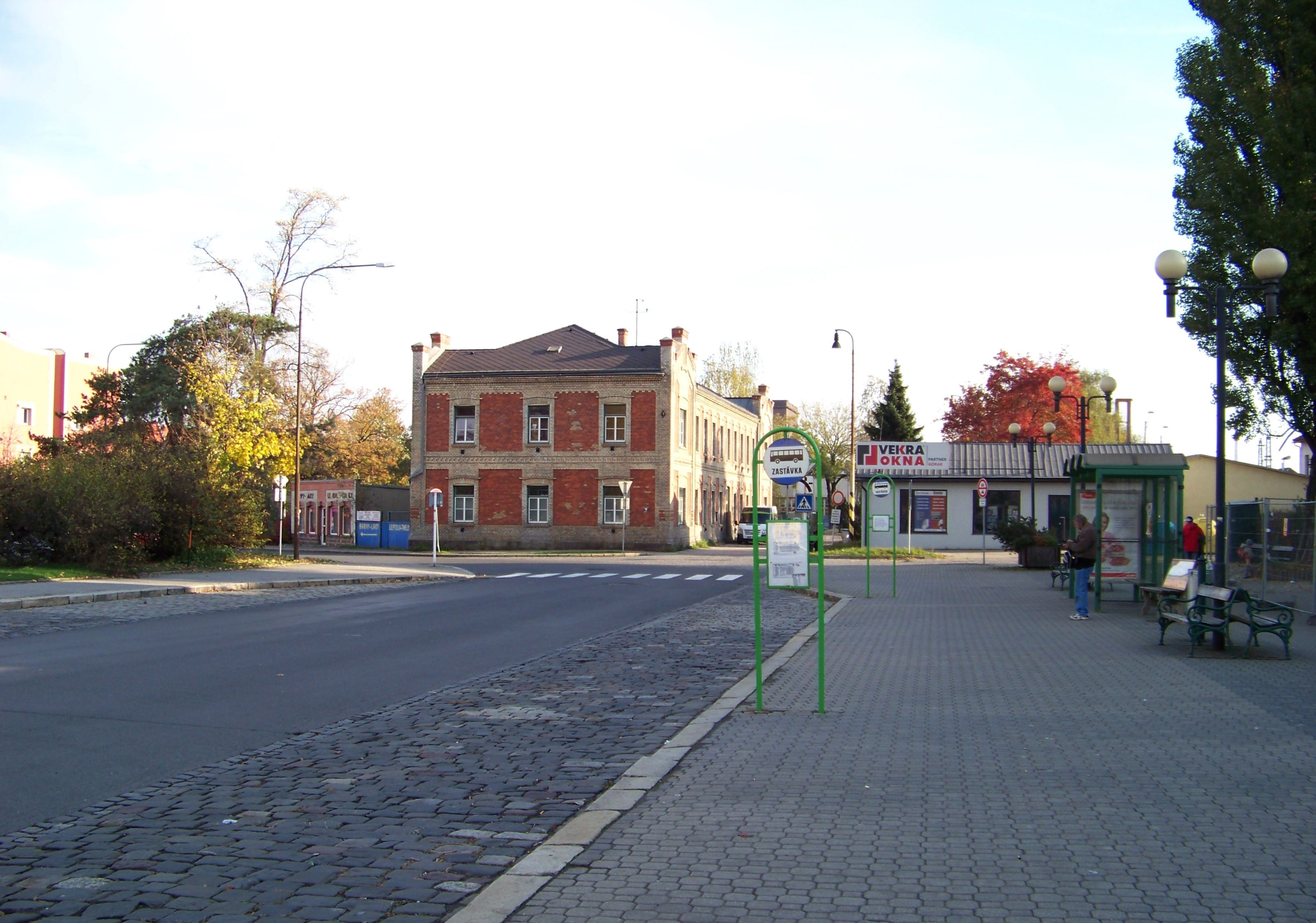
Uprostřed: kancelářská budova a kasárna pro železničáře
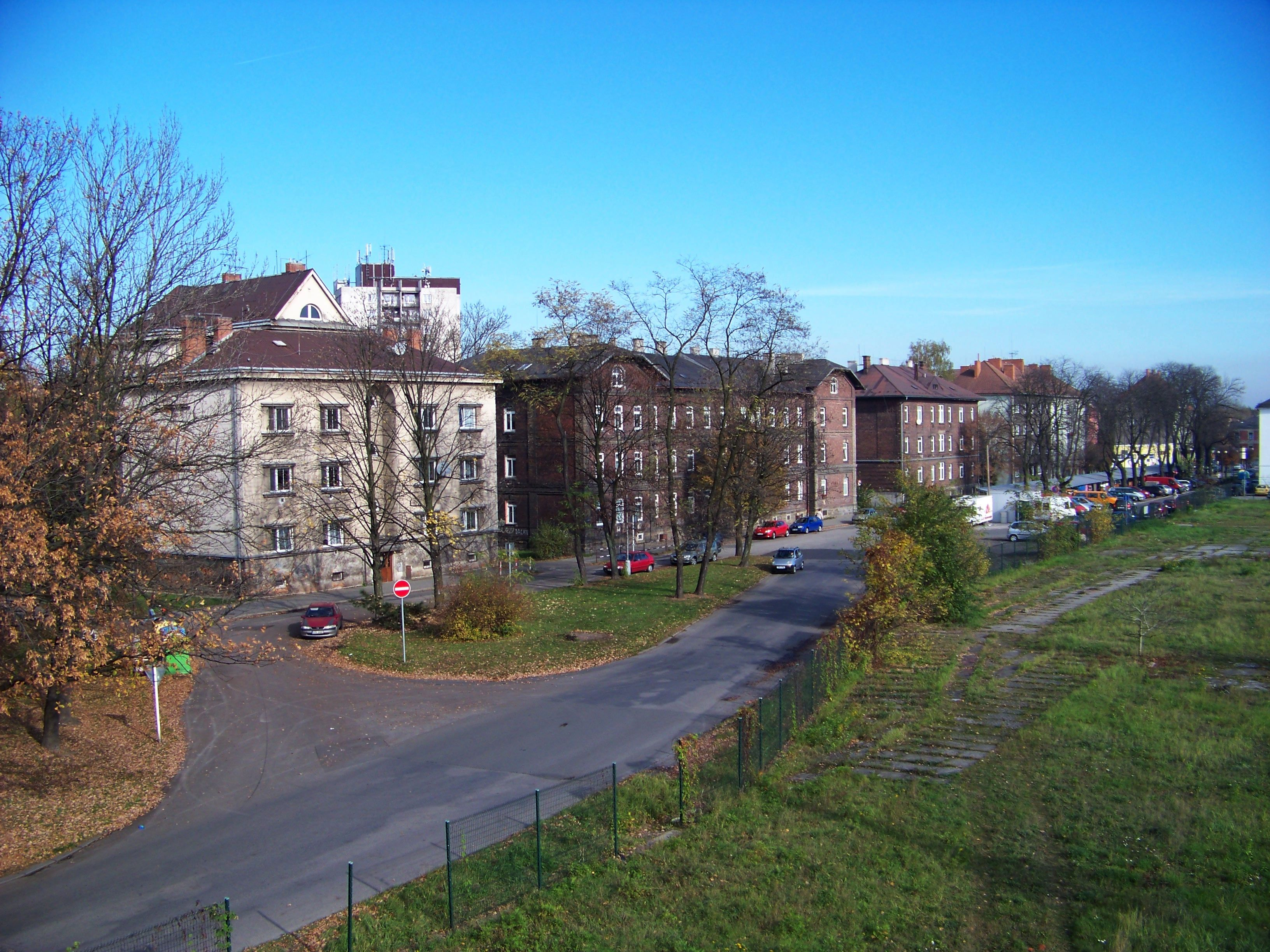
Domy z neomítaných červených cihel tvořily část obytného komplexu pro železničáře
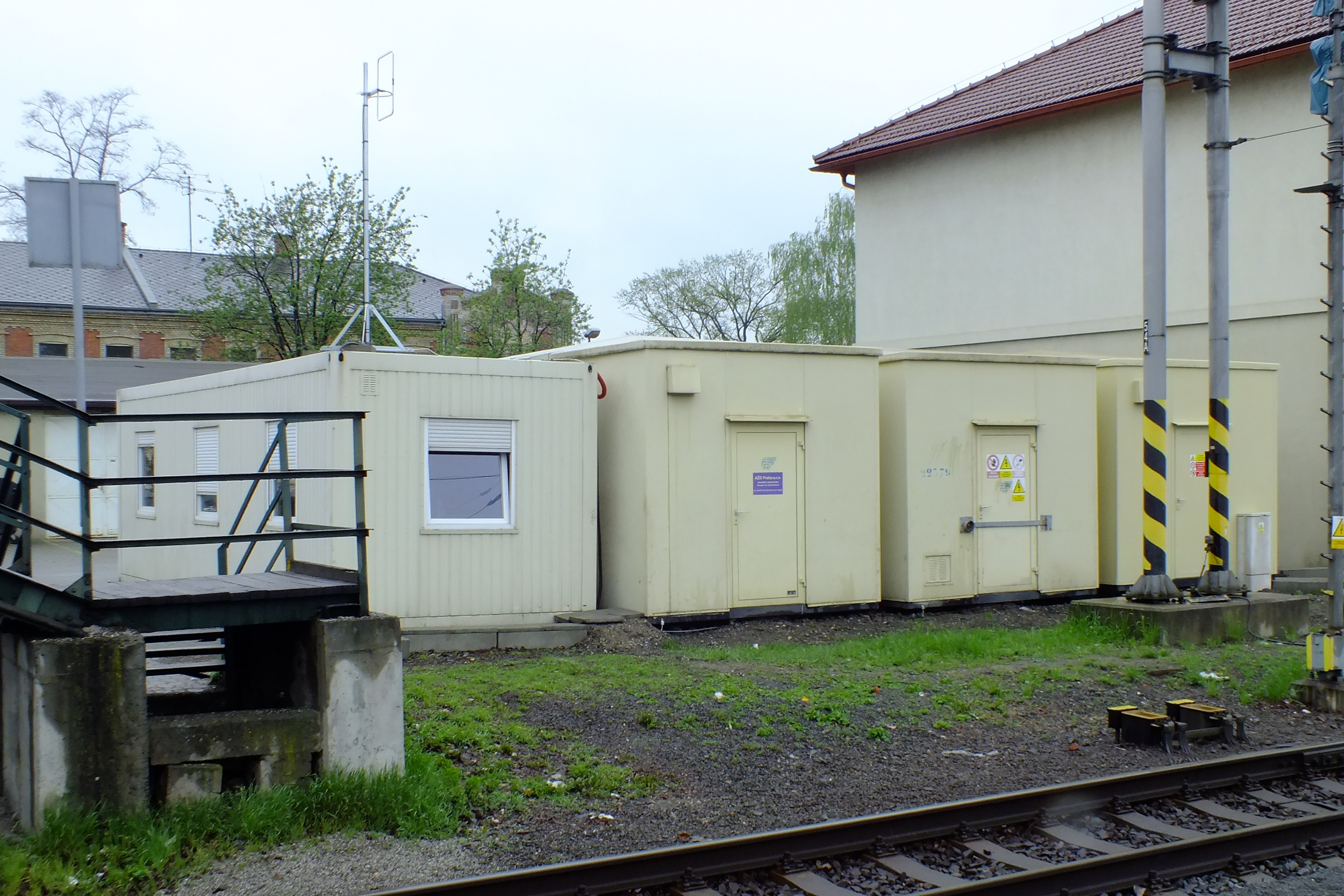
Provizorní řízení stanice
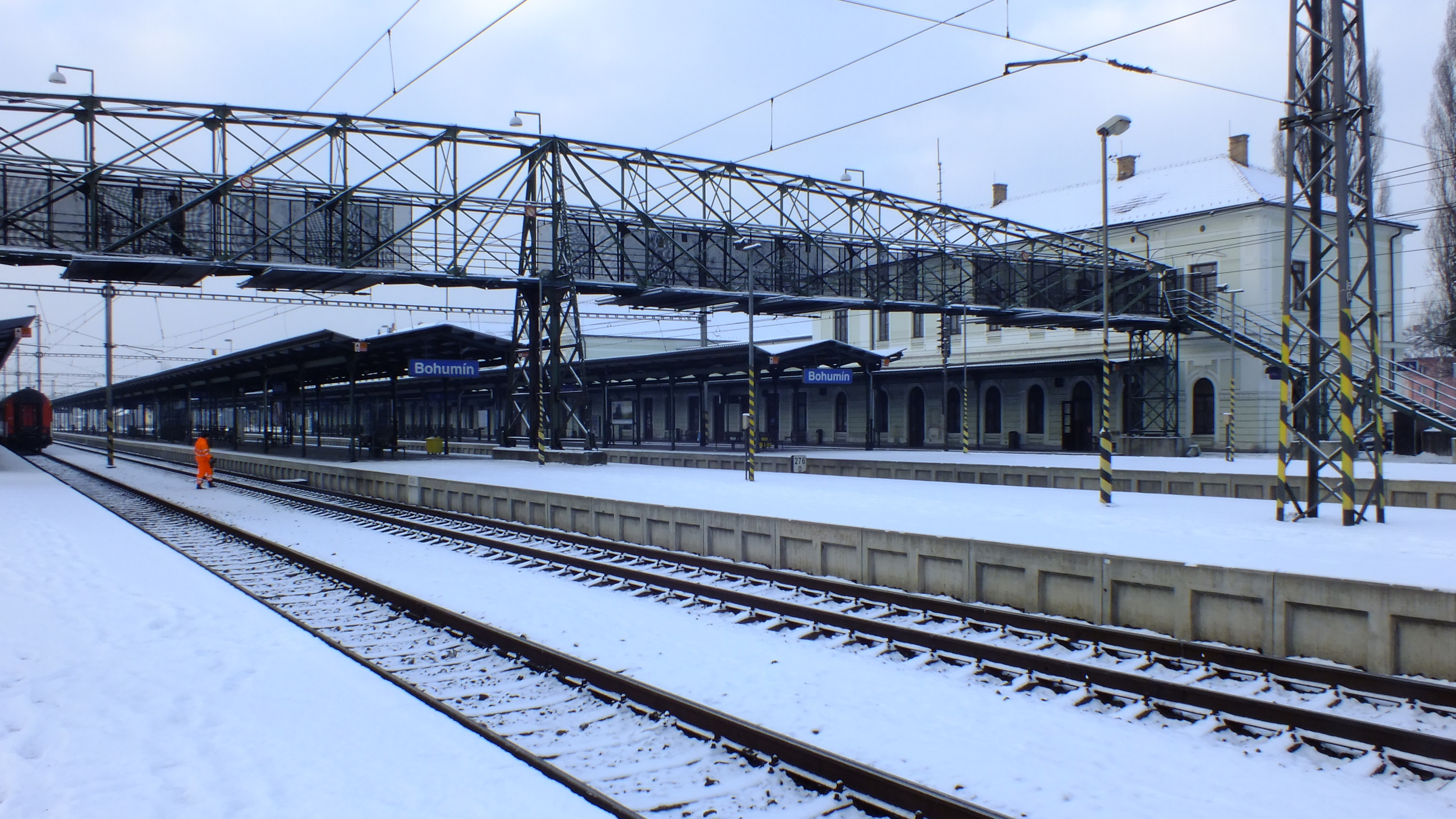
Zimní pohled na stanici